# Evelyn Furtsch
Evelyn Furtsch Ojeda  (née le 17 avril 1914 à San Diego et morte le 5 mars 2015 à Santa Ana) est une athlète américaine spécialiste du 100 mètres.

## Biographie
Deuxième du 100 yards des Championnats de l'Amateur Athletic Union 1931, elle obtient sa sélection dans l'équipe américaine pour disputer le relais 4 × 100 mètres des Jeux olympiques de Los Angeles. Placée en deuxième position du relais, elle remporte le titre olympique en compagnie de Mary Carew, Annette Rogers et Wilhelmina von Bremen dans le temps de 47 s, devançant notamment le Canada et le Royaume-Uni.

## Palmarès
| Date | Compétition     | Lieu        | Place | Discipline |
| ---- | --------------- | ----------- | ----- | ---------- |
| 1932 | Jeux olympiques | Los Angeles | 1re   | 4 × 100 m  |